# Phoebe of the Inn
Phoebe of the Inn è un cortometraggio muto del 1912 diretto da Bert Haldane.

## Trama
Una ragazza ha due innamorati. Uno dei due, però, preferisce ereditare trecento sterline.

## Produzione
Il film fu prodotto dalla Hepworth.

## Distribuzione
Distribuito dalla Hepworth, il film - un cortometraggio di una bobina - uscì nelle sale cinematografiche britanniche nel marzo 1912.